# Jeanette Erdmann
Jeanette Erdmann (* 21. November 1965 in Köln; † 9. Juli 2023 in Lübeck) war eine deutsche Biologin und Hochschullehrerin. Sie war Professorin an der Universität zu Lübeck sowie Mitglied der Deutschen Akademie der Naturforscher Leopoldina.

## Leben und Wirken
1991 schloss Erdmann ihr Biologiestudium an der Universität zu Köln mit dem Diplom ab. 1996 promovierte sie am Institut für Humangenetik in Bonn. Von 1996 bis 2000 war sie als Leiterin der Nachwuchsgruppe am Deutschen Herzzentrum Berlin tätig. Von 2000 bis 2003 arbeitete sie als Gruppenleiterin der Medizinische Klinik 2 des Universitätsklinikums Regensburg und erwarb 2003 ihre Venia Legendi in Molekularer Kardiologie an der Universität Regensburg. Von 2004 bis 2011 wirkte sie als Gruppenleiterin an der Medizinische Klinik II des Universitätsklinikums Schleswig‐Holstein in Lübeck. 2005 erhielt sie ihre Venia Legendi in Molekularer Kardiologie (Umhabilitation) an der Universität zu Lübeck. Von 2008 bis 2011 war sie außerordentliche Professorin an der Universität zu Lübeck und erhielt danach einen Jahresvertrag als Professorin. Seit 2012 war sie Professorin an der Universität zu Lübeck sowie Professorin für Kardiovaskuläre Genetik am Deutschen Zentrum für Herz‐Kreislauf‐Forschung (DZHK) und seit 2013 Direktorin des von ihr gegründeten Instituts für Kardiogenetik.
Erdmann war seit 2021 Mitglied der Leopoldina.
Ihre Forschungsschwerpunkte waren die Genetik komplexer Erkrankungen, kardiovaskuläre Genetik und genomweite Assoziationsstudien.
Erdmann lebte mit der genetischen Erkrankung Collagen-VI-Muskeldystrophie und forschte mit Zebrabärblingen nach einem Heilmittel durch Gentherapie. Sie war seit 2019 Landesvorsitzende der Deutschen Gesellschaft für Muskelkranke in Schleswig-Holstein.

## Veröffentlichungen (Auswahl)
- 1995: Genetische Variabilität in Serotoninrezeptor-Genen des Menschen : Bedeutung für die genetische Analyse komplexer zentralnervöser Krankheiten, Universität zu Köln (Dissertation)